# Victoire du spectacle musical, tournée ou concert
La Victoire du spectacle musical, tournée ou concert de l'année est une récompense musicale française décernée annuellement lors des Victoires de la musique depuis 1999. Elle vient primer le meilleur spectacle musical, la meilleure tournée ou le meilleur concert selon les critères d'un collège de professionnels. Elle vient remplacer les deux catégories disparues, Spectacle musical et Concert de l'année.

## Palmarès

### Années 1990
- 1999 : Notre-Dame de Paris au Casino de Paris

### Années 2000
- 2000 : -M- pour Je dis aime à l'Élysée Montmartre et en tournée
- 2001 : Johnny Hallyday à la Tour Eiffel, à l'Olympia et en tournée (4)
- 2002 : Henri Salvador à l'Olympia
- 2003 : Christophe à l'Olympia
- 2004 : Pascal Obispo pour Fan en tournée
- 2005 : -M- à l'Olympia et en tournée (2)
- 2006 : Zazie pour Rodéo tour à Bercy et en tournée
- 2007 : Olivia Ruiz[1]
- 2008 : Michel Polnareff pour Ze re Tour 2007
- 2009 : Alain Bashung pour Bleu pétrole tour

### Années 2010
- 2010 : Johnny Hallyday pour Tour 66 (5)
- 2011 : -M- au château de Versailles (3) et Eddy Mitchell pour Ma dernière séance à l'Olympia et en tournée (3)
- 2012 : Jean-Louis Aubert pour Roc'éclair Tour au Zénith, à Bercy et en tournée
- 2013 : Shaka Ponk pour The Geeks Tour à l'Olympia, au Zénith et au Bataclan
- 2014 : -M- pour Il(s)
- 2015 : Stromae pour Racine carrée tour au Zénith, à Bercy et en tournée
- 2016 : Christine and the Queens pour sa tournée des Zéniths
- 2017 : Red and Black Light d'Ibrahim Maalouf
- 2018 : Camille - Tournée
- 2019 : Orelsan

### Années 2020
- 2020 : Brol Tour d'Angèle
  - Both Sides de Jeanne Added
  - Le Grand Petit Concert de -M-

- 2022 : Paradis de Ben Mazué
  - Hervé
  - Woodkid

- 2023 : Civilisation Tour d'Orelsan
  - Brûler Le Feu Tour de Juliette Armanet
  - Respire Encore Tour de Clara Luciani

- 2024 : QALF Tour de Damso
  - The Final Fucked Up Tour de Shaka Ponk
  - Consolation Tour de Pomme
  - Le Grand Tour de Bigflo et Oli

- 2025 : Cérémonies d'ouverture et de clôture des Jeux olympiques et paralympiques d'été de 2024 
  - Acte III de Shay
  - La Symphonie des Éclairs de Zaho de Sagazan
  - Santa